# Wolfgang Fischer
Wolfgang Fischer (Carolath, 11 de Dezembro de 1888, 1 de Fevereiro de 1943) foi um General alemão durante a Segunda Guerra Mundial, tendo comandado a 10ª Divisão Panzer.

## História
Iniciou a sua carreira militar como um oficial cadete na infantaria em 1910. Ele encerrou a participação na Primeira Guerra Mundial 1914-18 com a patente de Hauptmann. Ele continuou com a sua carreira militar no período de entre-guerras na infantaria, chegando na patente de Oberst em 1 de Agosto de 1937.
Promovido para Generalmajor em 1 de Agosto de 1941, se tornou um Generalleutnant em 1 de Novembro de 1942. Ele comandou sucessivamente o lnf.Rgt.69 (1 de Setembro de 1939), 10. Schtz.Brig. (27 de Outubro de 1939) e após a 10ª Divisão Panzer. Ele comandou esta divisão até a sua morte acidental em 1 de Fevereiro de 1943 ao pisar numa mina terrestre italiana mal marcada.
Ele foi postumamente promovido para General der Panzertruppe em 1 de Abril de 1943.

## Condecorações
Foi condecorado com a Cruz de Cavaleiro da Cruz de Ferro (3 de Junho de 1940), com Folhas de Carvalho (9 de Dezembro de 1942, n° 152) e a Cruz Germânica em Ouro (22 de Abril de 1942).